# شبكة دلهي لخدمات البنوك الغذائية
شبكة دلهي لخدمات البنوك الغذائية هي نظام بنك طعام مقره في دلهي ، الهند .
يشمل السكان الذين يخدمهم بنك دلهي للطعام البرامج المدرسية والمستشفيات الخيرية ودور الأيتام والمعوزين والمتسولين والمشردين والمنظمات الدينية وغيرها الكثير.
يعمل بنك الطعام عن طريق مطابقة المواد الغذائية المقدمة من الجهات المانحة مع أولئك الذين هم في أمس الحاجة إليها. 

## أنظر أيضاً
- قائمة بنوك الطعام

## ملحوظات
1. ↑  "Delhi FoodBank". مؤرشف من الأصل في 2019-09-28. اطلع عليه بتاريخ 2012-06-09.